# Martina Fontanive
Martina Fontanive (20 giugno 1986) è una bobbista, ex lunghista, ex velocista, ex pesista ed ex discobola svizzera.

## Biografia

### Gli inizi nell'atletica
Prima di dedicarsi al bob, Martina Fontanive ha praticato l'atletica leggera a livello nazionale; prese parte infatti alle edizioni 2011, 2012 e 2013 dei Campionati svizzeri assoluti, gareggiando nei 400 metri piani nella rassegna del 2011, nel salto in lungo e nei 400 m in quella del 2011 e nel lungo in quella del 2013, raggiungendo la finale del lungo in entrambe le occasioni. A livello nazionale under 23 si cimentò invece nel getto del peso e nel lancio del disco con discreti risultati ai campionati di categoria del 2011, avendo disputato la finale in entrambe le discipline.

### 2012: il passaggio al bob
Nel 2012 decise di cimentarsi nel bob in qualità di pilota per la squadra nazionale svizzera. Debuttò in Coppa Europa a novembre del 2012 come frenatrice e nella stagione seguente passò definitivamente al ruolo di pilota; in questa competizione si classificò al secondo posto in classifica generale al termine dell'annata 2016/17.

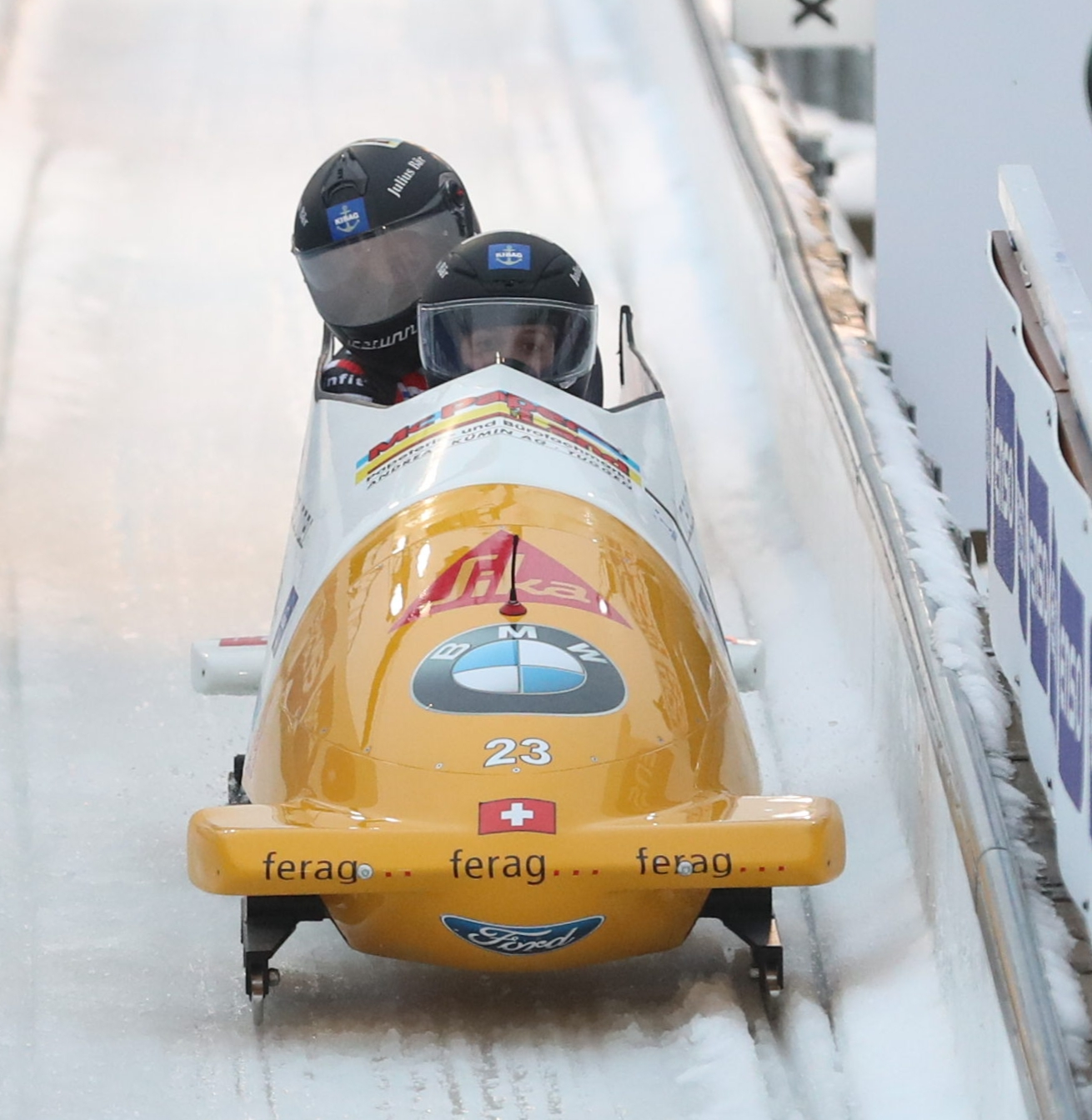
Martina Fontanive ad Altenberg nel 2019, durante terza tappa della Coppa del Mondo 2018/19

Esordì in Coppa del Mondo durante la  stagione 2014/15, il 24 gennaio 2015 a Sankt Moritz, dove fu diciassettesima nel bob a due; il suo miglior risultato di tappa è stato un quarto posto ottenuto sempre a Sankt Moritz nel 2019/20, mentre in classifica generale detiene quale miglior piazzamento il settimo posto raggiunto al termine delle annate 2019/20 e 2020/21. Nel circuito delle World Series di monobob femminile andò per la prima volta a podio il 20 febbraio 2021 a Schönau am Königssee, vincendo l'ultima gara della stagione 2020/21 e concludendo l'annata al quarto posto in classifica generale.

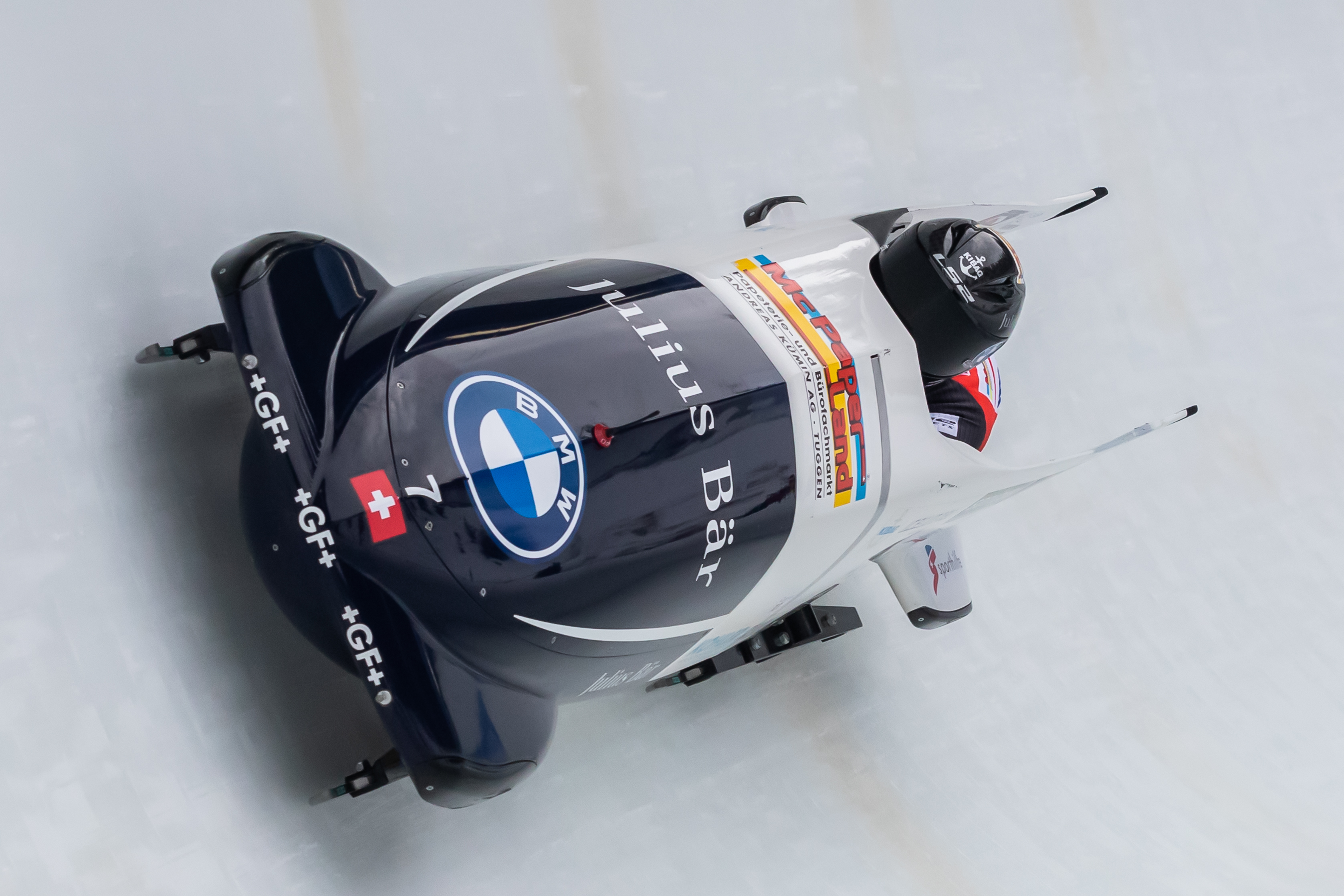
Martina Fontanive alla guida del bob a due ai campionati mondiali di Altenberg 2021

Prese parte a quattro edizioni dei campionati mondiali; nel dettaglio i suoi risultati nelle prove iridate sono stati, nel monobob: nona ad Altenberg 2021; nel bob a due: diciannovesima a Schönau am Königssee 2017, non partita nella terza manche a Whistler 2019, settima ad Altenberg 2020 e decima ad Altenberg 2021. 
Agli europei ha totalizzato invece quale miglior risultato nel bob a due l'ottavo posto raggiunto in due occasioni: a Schönau am Königssee 2019 e a Sigulda 2020.
Si è ritirata dalla carriera agonistca al termine della stagione 2022-2023.

## Palmarès

### Coppa del Mondo
- Miglior piazzamento in classifica generale nel bob a due: 7ª nel 2019/20 e nel 2020/21.
- 1 podio (nel bob a due):
  - 1 terzo posto.

### World Series di monobob femminile
- Miglior piazzamento in classifica generale: 4ª nel 2020/21.
- 1 podio:
  - 1 vittoria.

#### World Series di monobob femminile - vittorie
| Data             | Luogo                | Paese    |
| ---------------- | -------------------- | -------- |
| 20 febbraio 2021 | Schönau am Königssee | Germania |

### Circuiti minori

#### Coppa Europa
- Miglior piazzamento in classifica generale nel bob a due: 2ª nel 2016/17.
- 2 podi (nel bob a due):
  - 2 terzi posti.

#### Coppa Nordamericana
- Miglior piazzamento in classifica generale nel bob a due: 13ª nel 2019/20.
- 1 podio (nel bob a due):
  - 1 terzo posto.

### Campionati svizzeri
- 3 medaglie:
  - 2 argenti (bob a due a Sankt Moritz 2017[2]; bob a due a Sankt Moritz 2018[3]).
  - 1 bronzo (bob a due a Sankt Moritz 2015[4]).